# Iedera
Iedera é uma comuna romena localizada no distrito de Dâmboviţa, na região de Muntênia. A comuna possui uma área de 53.41 km² e sua população era de 4033 habitantes segundo o censo de 2007.